# Тюремный бунт в «Аттике»
Тюремный бунт в «Аттике» (англ. Attica Prison riot) — бунт в исправительном учреждении «Аттика» в одноименном городе в штате Нью-Йорк в 1971 году. Бунт был одним из самых известных и значительных событий движения в защиту прав заключённых. Бунту предшествовало выдвижение заключёнными требований соблюдения их политических прав и улучшения условий жизни. 9 сентября 1971 года, через две недели после убийства Джорджа Джэксона в тюрьме Сан-Квентин, более тысячи заключённых тюрьмы Аттика взбунтовались и захватили контроль над тюрьмой, взяв в заложники 42 сотрудника.
В течение следующих четырёх дней переговоров власти согласились на выполнение 28 требований заключённых, но не согласились на требования о полной амнистии от уголовного преследования за захват тюрьмы или удаления суперинтенданта Аттики. По приказу губернатора штата Нельсона Олдрича Рокфеллера, полиция штата при помощи войск штата взяла тюрьму обратно под контроль. Когда восстание было подавлено, по крайней мере, 43 человека погибли, в их числе 10 сотрудников исправительного учреждения и гражданских служащих, а также 33 заключённых.
Губернатор, который отказался посещать заключённых во время восстания, заявил, что заключённые «проводят хладнокровные убийства людей, которыми они грозились с самого начала» (англ. "carried out the cold-blood killings they had threatened from the outset"). С другой стороны, журналист Нью-Йорк Таймс Фред Ферретти (англ. Fred Ferretti) сказал, что бунт заключённых превратился в «массовую гибель, которую стремились предотвратить четыре дня тяжёлых переговоров» (англ. mass deaths that four days of taut negotiations had sought to avert). Есть много разных точек зрения при рассмотрении данного тюремного бунта.
Подавлению бунта в тюрьме «Аттика» была посвящена песня Джона Леннона «Attica State» из альбома «Some Time in New York City» (1972).